# Vale cuatro
Vale cuatro, escrito Vale 4, es el tercer álbum de estudio de la banda argentina Viuda e Hijas de Roque Enroll, editado en 1986. Fue el último álbum de las Viudas en su período inicial en los '80.
Para este álbum la banda abandona el sonido del twist y la nueva ola de los '60 (que para 1986 ya sonaba demasiado viejo) y adopta un sonido contemporáneo de new wave y synthpop como el de las bandas argentinas que triunfaban en ese momento (Miguel Mateos/ZAS, GIT o Soda Stereo).

## Grabación
Este disco tuvo un buen lanzamiento y fue bien recibido por la prensa, especialmente por la madurez compositiva en la banda, pero no obtiene el suceso de ventas ni la buena recepción del público. Por tal motivo, y por problemas con la compañía discográfica, se disuelve el grupo en 1988. A pesar de esto, este disco dejó algunos grandes éxitos como "Solo nos quieren para eso", "Una vaca en New York", "La familia argentina" o "El block".

## Lista de canciones
1. La familia argentina
2. La gravedad nos condenó
3. Los amo a todos
4. Una vaca en New York
5. El block
6. Somos un invento
7. Souvenirs de Oriente (Scalabrini Ortiz)
8. Hay que hacer la cola
9. Solo nos quieren para eso

## Personal
- Mavi Díaz: voz principal y coros.
- María Gabriela Epumer: guitarra, voz en "La gravedad nos condenó" y coros.
- Claudia Mabel Sinesi: bajo, voz en "Los amo a todos" y coros.
- Claudia Ruffinatti: teclados, voz en "Hay que hacer la cola" y coros.

### Invitados
- Marcelo Huertas: teclados auxiliares en "Somos un invento", "Scalabrini Ortiz", "Solo nos quieren para eso" y "La gravedad nos condenó".
- Rolo Rossini ("Aquaman"): Toms Simmons, Hi-Hats, platos y percusión.
- El Gonzo: saxo en "La familia argentina", saxo y arreglos de brass en "Una vaca en Nueva York".
- Adolfo Rossini ("El Aquaman"): trompeta en "La familia argentina", clarinete en "La familia argentina" y "Scalabrini Ortiz".